# Macellaio
Il macellaio è, dall'origine, l'addetto all'abbattimento, scuoiatura, disossatura e sezionamento degli animali, mammiferi o avicoli, a uso alimentare e alla preparazione delle carni per il consumo.
Per estensione macellaio è anche il commerciante che, ormai spesso, prepara e vende le carni mentre la vera e propria macellazione viene eseguita in stabilimenti pubblici (o privati) a ciò abilitati, per motivi d'igiene, di maggior controllo e di economicità. Un sinonimo di macellaio è beccaio, parola in uso nell'italiano medievale, derivata da "becco", nome alternativo del caprone.

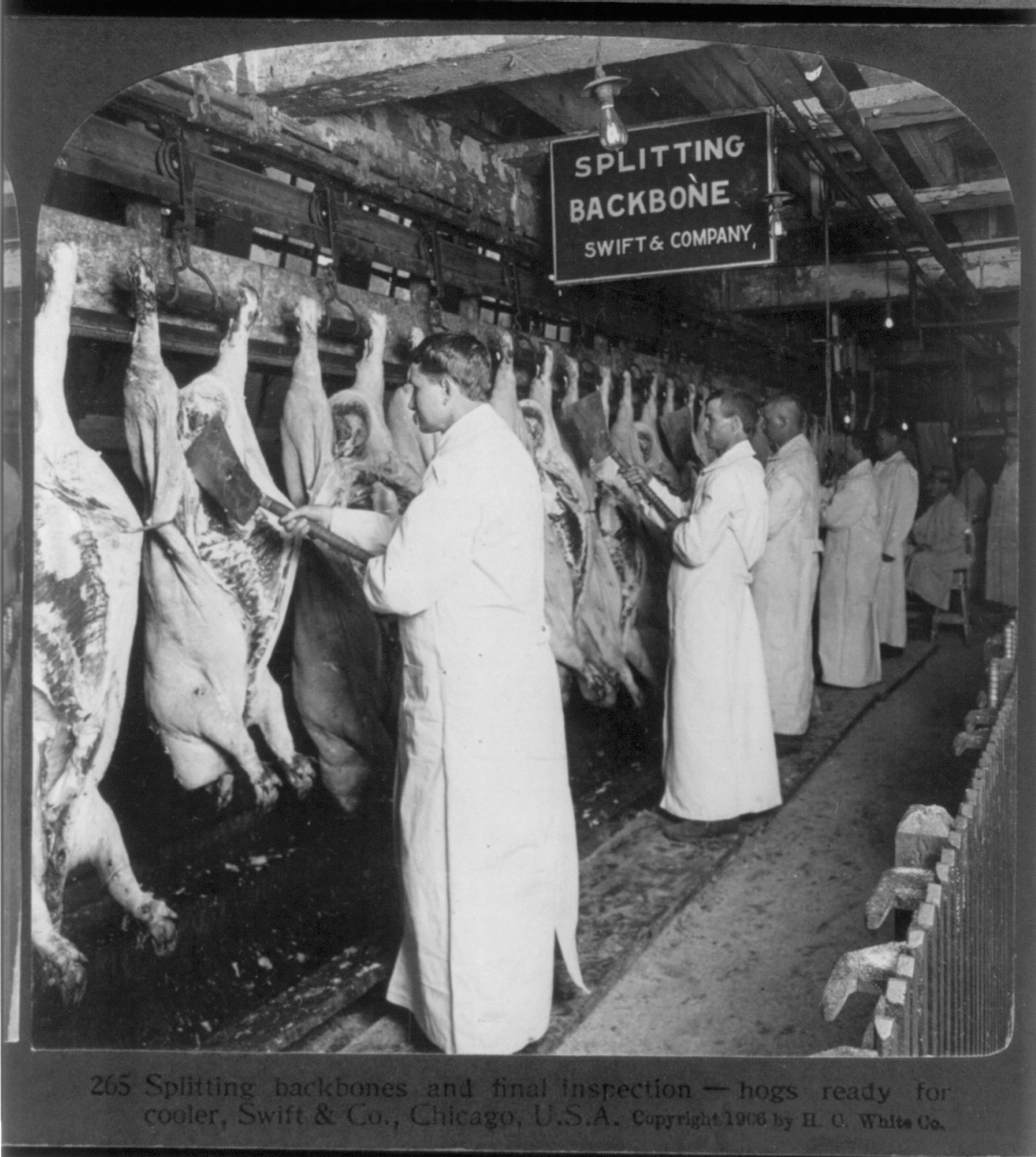
Sezionatura carcasse in un macello di Chicago nel 1906

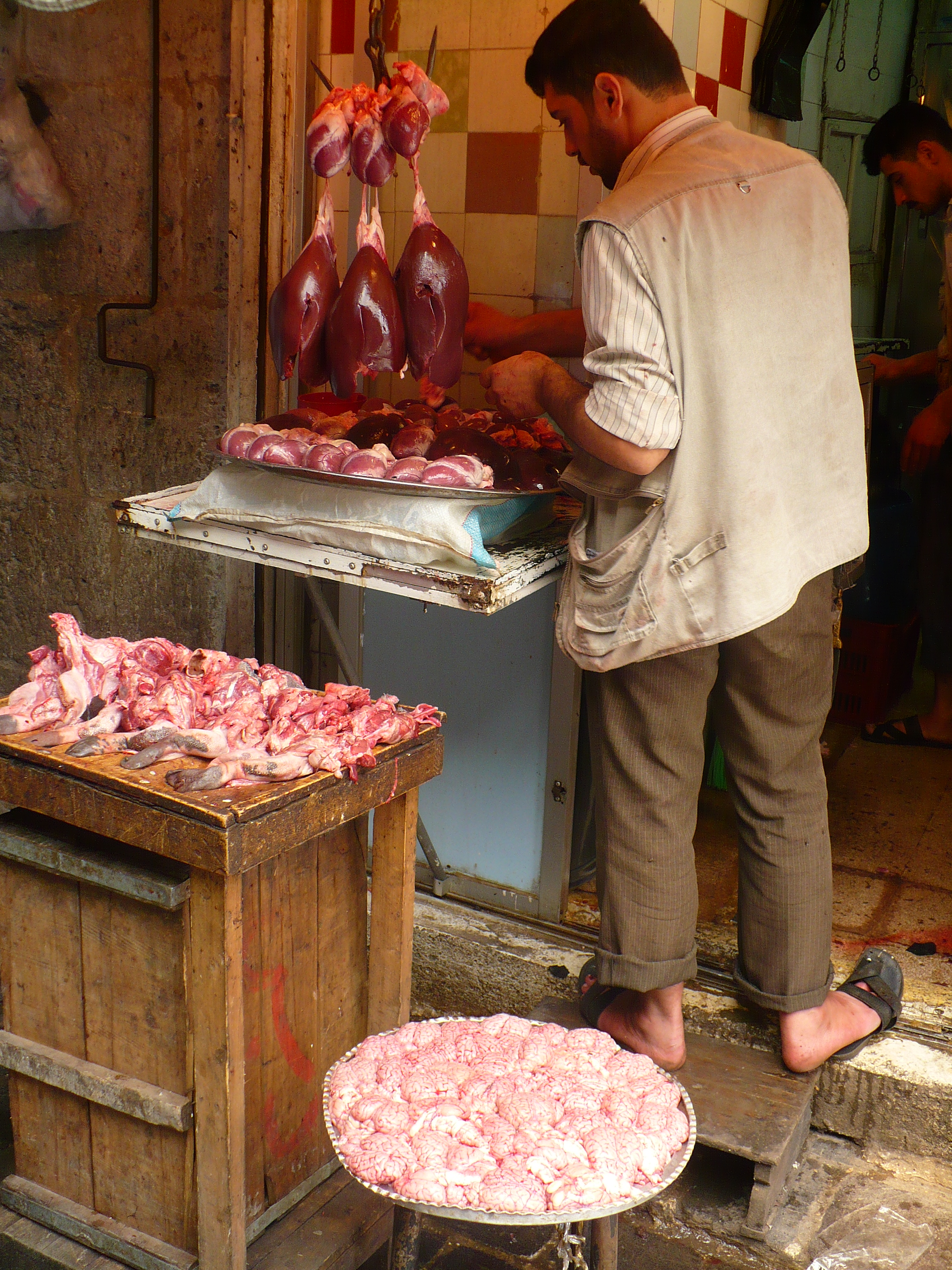
Macellaio al lavoro ad Aleppo

## Perizia tecnica e preparazione professionale
La professionalità del macellaio è caratteristica indispensabile per valorizzare al meglio i tagli delle varie carni (sezionamento) e per garantire le corrette procedure in materia di igiene degli alimenti.
I numerosi corsi di formazione professionale, proposti da regioni, enti e associazioni, assicurano una buona base di partenza; è importante che tali corsi, specialmente nelle materie più tecniche, si svolgano sotto la guida di veterinari con adeguata esperienza nel settore della macellazione.

## L'esercizio commerciale
Altrettanta importanza ha la formazione del macellaio gestore di esercizio commerciale. Alla parte tecnica di macellazione va aggiunta un'adeguata preparazione in campo amministrativo, gestionale e di marketing.

## Mansioni del macellaio  (in sintesi esemplificativa)

### Nel macello
- Macellare gli animali seguendo le indicazioni del caporeparto e/o del veterinario;
- Sezionare le carcasse;
- Collaborare con il veterinario per l'esame della sanità degli animali;
- Sezionare i vari tagli (se l'operazione viene eseguita nel macello).

### Nel salumificio
- Sezionare le varie parti nei tagli idonei alle lavorazioni;
- Tagliare e/o addurre alle macchine in uso le parti delle varie lavorazioni;
- Provvedere alla salatura delle parti a ciò devolute;
- Scegliere e preparare le parti per la produzione degli impasti per gli insaccati.

### Nell'esercizio commerciale
- Sezionare le varie parti nei tagli idonei alla presentazione e vendita;
- Tagliare le parti da vendere o da confezionare (porzionamento);
- Scegliere con cura le parti dell'animale per essere debitamente frollate.
- Scegliere e preparare le parti per la produzione degli insaccati freschi o dei piatti pre-preparati;
- Predisporre e organizzare l'esposizione dei vari tagli e del preconfezionato;
- Verificare e sovrintendere alla corretta pulizia dei luoghi di lavorazione e di esposizione.
- Valorizzare l'intero animale, tenendo conto del sacrificio dello stesso non ne sprecare nessuna parte.
- Cuocere nella maniera più consona e appetitosa le sue carni con attrezzature professionali e somministrare in taluni casi pranzi o cene porzionate da consumare in loco o a casa.
- Collaborare con chef locali e organizzare serate a tema per divulgare la cultura della carne
- Consigliare il cliente sulla scelta dei prodotti migliori.